# 林冲之
林冲之，字和叔。福建莆田人。
元符三年(1100年)，中进士。历任御史台检法官、大宗正丞、金部郎，出知临江军、南康军。靖康元年(1126年)，任主客郎中。汴京被围困后，与陈过庭出使金国求和被捉。林冲之拒绝金人诱降，被徙往奉圣州。后被逼到刘豫的齐国当官，不从。徙上京，再徙显州，住佛寺十余年。
林冲之因病逝世，享年72岁。